# Ардувал
Ардувал (фр. Ardouval) насеље је и општина у северној Француској у региону Горња Нормандија, у департману Приморска Сена која припада префектури Дјеп.
По подацима из 2011. године у општини је живело 176 становника, а густина насељености је износила 16,78 становника/km². Општина се простире на површини од 10,49 km². Налази се на средњој надморској висини од 200 метара (максималној 211 m, а минималној 115 m).

## Демографија
| 1962. | 1968. | 1975. | 1982. | 1990. | 1999. | 2011. |
| ----- | ----- | ----- | ----- | ----- | ----- | ----- |
| 186   | 212   | 206   | 200   | 139   | 136   | 176   |

График промене броја становника у току последњих година